# Results May Vary
„Results May Vary“ е четвъртият албум на групата Лимп Бизкит. С продажбите си този албум става платинен, а песента Behind Blue Eyes получава платинен статус. Все пак някои критици критикуват този албум заради изоставяне на рапкор стила, с който групата е започнала. По-голямата част от песните са в алтернативен рок, това се вижда и в следващия им албум The Unquestionable Truth (Part 1).

## Списък с песни
1. Re-Entry – 2:37
2. Eat You Alive – 3:57
3. Gimme the Mic – 3:05
4. Underneath the Gun – 5:42
5. Down Another Day – 4:06
6. Almost Over – 4:38
7. Build A Bridge (заедно с Brian ''Head'' Welch от Korn) – 3:56
8. Red Light – Green Light (заедно с Snoop Dogg) – 5:36 (3:55)
  - Съдържа скрито парче Take It Home
9. The Only One – 4:08
10. Let Me Down – 4:16
11. Lonely World – 4:33
12. Phenomenon – 3:59
13. Creamer (Radio is Dead) – 4:30
14. Head for the Barricade – 3:34
15. "Behind Blue Eyes" (Pete Townshend) – 6:05 (4:28)
16. Drown – 3:51

Допълнителни парчета
1. Let It Go [UK] – 5:10
2. Armpit [Japan] – 3:55

## Класации
Албум – Billboard (Северна Америка)
| Година | Класация            | Място |
| ------ | ------------------- | ----- |
| 2003   | Top Canadian Albums | 3     |
| 2003   | Top Internet Albums | 3     |
| 2004   | The Billboard 200   | 3     |

Песни – Billboard (Северна Америка)
| Година | Песен            | Класация               | Място |
| ------ | ---------------- | ---------------------- | ----- |
| 2003   | Eat You Alive    | Mainstream Rock Tracks | 16    |
| 2003   | Eat You Alive    | Modern Rock Tracks     | 20    |
| 2004   | Almost Over      | Mainstream Rock Tracks | 33    |
| 2004   | Behind Blue Eyes | Mainstream Rock Tracks | 11    |
| 2004   | Behind Blue Eyes | Modern Rock Tracks     | 18    |
| 2004   | Behind Blue Eyes | The Billboard Hot 100  | 71    |
| 2004   | Behind Blue Eyes | Top 40 Mainstream      | 25    |